# Lagorchestes
A Lagorchestes a valódi kenguruk (Macropodidae) családjának egy neme. 4 faj tartozik ide, ebből 2 kihalt:

## Rendszerezés
A nembe az alábbi 4 faj tartozik:
- Lagorchestes asomatus – kihalt
- pápaszemes nyúlkenguru (Lagorchestes conspicillatus)
- bolyhos nyúlkenguru (Lagorchestes hirsutus)
- keleti nyúlkenguru (Lagorchestes leporides) – kihalt.